# الفتى الخادمة

## الفتى الخادمة

### معلومات
الفتى الخادمة (باللغة اليابانية少年メイド) هو الانمي الياباني المقتبس من مانغا تحمل نفس الاسم ويعود هذا الانمي للمخرج YusukiYamamoto تم انتاجه سنة 2016 وتم نشره من قبل استوديو:8bit وانتهى عرض الانمي بمجموع 12 حلقة

### القصة
تدور أحداث الانمي حول الفتى شيهيرو كوميا وهو طالب في الصف الخامس الابتدائي توفيت والدته وتركته من دون أقرباء لكنه اكتشف ان لديه أقرباء وهو رجل يدعي أنه خال شيهيرو كان اسمه مادوكا طلب مادوكا منه أن يأتي ويعيش معه في منزله لانه لايملك منزل لكنه رفض هذا لانه لم يكن يريد مساعدة من أحد لان أمه أخبرته في رسالة تركتها له «هؤلاء الذين لا يعلمون لايأكلون» كان شيهيرو يتذكر هذه الكلمات دائما وقرر أن يعيش في المنزل لكنه لم يسكن بدون مقابل فأقترح عليه مادوكا أن يصبح مدبرة أو خادمة في المنزل فقبل اقتراحه وأصبح مدبرة المنزل لقد كانت ملابس الخادمة تليق به.

### الشخصيات

#### شيهيرو كوميا
هو بطل القصة الذي يبلغ من العمر 10-11 سنة، لديه شعر اسود وعينين صفراوتين ويهوى التنظيف ظهر أول مرة في الحلقة الأولى مؤدي صوته Natsume Fujiwara
شيهيرو طالب في المدرسة الابتدائية توفيت والدته وتركته من دون أقرباء حسناً هذا ماكان يضنه لكنه اكتشف ان لديه أقرباء وهو رجل يدعي أنه خاله اسمه مادوكا شيهيرو من النوع الذي يحب التنظيف كثيرا ولايحب أن يعيش في مكان غير نظيف ويحب الطبخ وهو دائماً يغضب على مادوكا لأنه لايقوم بعمله على أكمل وجه لكنه يحبه كثيرا

#### مادوكا تاكتوري
يبلغ من العمر 19-20 سنة لديه عينان بنفسجية وشعر اصفر، هوايته تصميم الازياء وصنع الحلوى، ظهر أول مرة في الحلقة الإلى مؤي صوته Nobunaga Shimazaki
مادوكا شاب يبلغ من العمر 19سنه يحب تصميم الازياء المزركشة والمكشكشة وصنع الحلويات لكنه عندما يدخل إلى المطبخ يقلبه رأس على عقب وهو لطيف جدا ولا يجيد التعامل مع الناس (انطوائي)ولايحب الاماكن المزدحمة ويكره والدته لأنها كانت تعامله بشكل سيء وهو دائماً يُغضِبُ شيهيرو وكيجيرو وايضاً يحب القطط لكنها تصيبه بالحساسية لهذا هو محروم من لمسها أو اللعب معها وهو يكره الكلاب ويقول انها وحوش حتى إذا كانت دمية فهو يخاف أن يلمسها أو أن يتقرب منها

#### كِيتشيرو شينوزاكي
يبلغ من العمر 23-24 سنة لديه شعر أزرق وعينين زرقاء غامقة يدير أعمال مادوكا ودائما ما يوبخه، ظهر أول مرة في الحلقة الأولى مئي صوته Tomoaki Maino
كيتشيرو رجل يبلغ من العمر23يحب انجاز عمله على أكمل وجه ويحب مساعدة الآخرين لايحب أن يقصر في عمله يعشق حلوى البودنغ يوبخ مادوكا دائماً وهو جدي في بعض الأحيان لكنه شخصية لطيفة وهو رجل ناضج يجيد التعامل مع الناس والتحدث معهم وهو مدير أعمال مادوكا.

#### اوتوري مياكو
تبلغ من العمر 16سنة لديها شعر برتقالي غامق وعينان برتقاليتان هوايتها الطبخ ظهرة أول مرة في الحلقة الثانية
مياكو وهي الطف شخصيه في الانمي تحب الطبخ ومساعدة الآخرين وهي هادئة طلبت ذات مرة من شيهيرو أن يعلمها التنظيف وتعتبره قدوتها في التنظيف  وهي ابنة رجل غني جدا بحيث أنه أهداها في عيد ميلادها مطبخ كامل لها وحدها